# Pol Retamal
Pol Retamal (* 16. März 1999 in Vilafranca del Penedès) ist ein spanischer Leichtathlet, der sich auf den Sprint spezialisiert hat.

## Sportliche Laufbahn
Erste internationale Erfahrungen sammelte Pol Retamal im Jahr 2015, als er beim Europäischen Olympischen Jugendfestival (EYOF) in Tiflis in 10,92 s die Bronzemedaille im 100-Meter-Lauf gewann und sich mit der spanischen 4-mal-100-Meter-Staffel in 42,46 s die Silbermedaille gewann. Im Jahr darauf gewann er bei den erstmals ausgetragenen Jugendeuropameisterschaften ebendort in 21,247 s die Bronzemedaille im 200-Meter-Lauf und sicherte sich mit der Sprintstaffel (1000 Meter) in 1:53,62 min die Silbermedaille. 2017 gelangte er bei den U20-Europameisterschaften in Grosseto über 200 Meter in 21,02auf den vierten Platz und gewann mit der Staffel in 39,59 s die Bronzemedaille. Auch bei den Leichtathletik-U20-Weltmeisterschaften 2018 in Tampere wurde er in 20,85 s Vierter über 200 Meter und belegte mit der Staffel in 39,86 s Rang sechs. Zudem qualifizierte er sich über 200 Meter für die Europameisterschaften in Berlin, bei denen er mit 20,92 s in der ersten Runde ausschied und auch mit der spanischen Stafette erreichte er mit 39,12 s nicht das Finale. 2019 klassierte er sich dann bei den U23-Europameisterschaften in Gävle in 21,19 s auf dem fünften Platz. Bei den World Athletics Relays 2021 im polnischen Chorzów verpasste er mit 39,30 s den Finaleinzug in der 4-mal-100-Meter-Staffel. Im Juli gewann er bei den U23-Europameisterschaften in Tallinn in 20,76 s die Bronzemedaille über 200 m hinter dem Schweizer William Reais und seinem Landsmann Jesús Gómez und mit der 4-mal-100-Meter-Staffel sicherte er sich in 39,00 s die Silbermedaille hinter Deutschland. Im Jahr darauf schied er bei den Weltmeisterschaften in Eugene mit 38,70 s im Vorlauf mit der Staffel aus und anschließend belegte er bei den Europameisterschaften in München in 20,63 s den sechsten Platz über 200 Meter.
In den Jahren 2019, 2022 und 2023 wurde Retamal spanischen Meister im 200-Meter-Lauf sowie in der 4-mal-100-Meter-Staffel.

## Persönliche Bestleistungen
- 100 Meter: 10,31 s (0,0 m/s), 5. Juli 2022 in Barcelona
  - 60 Meter (Halle): 6,76 s, 22. Januar 2022 in Saragossa
- 200 Meter: 20,28 s (−1,1 m/s), 26. Juni 2022 in Nerja
  - 200 Meter (Halle): 20,99 s, 4. März 2018 in Ourense (spanischer U20-Rekord)